# Helichrysum sanguineum
Espèce
Classification APG III (2009)
Helichrysum sanguineum est une espèce de plantes à fleurs de la famille des Asteraceae.

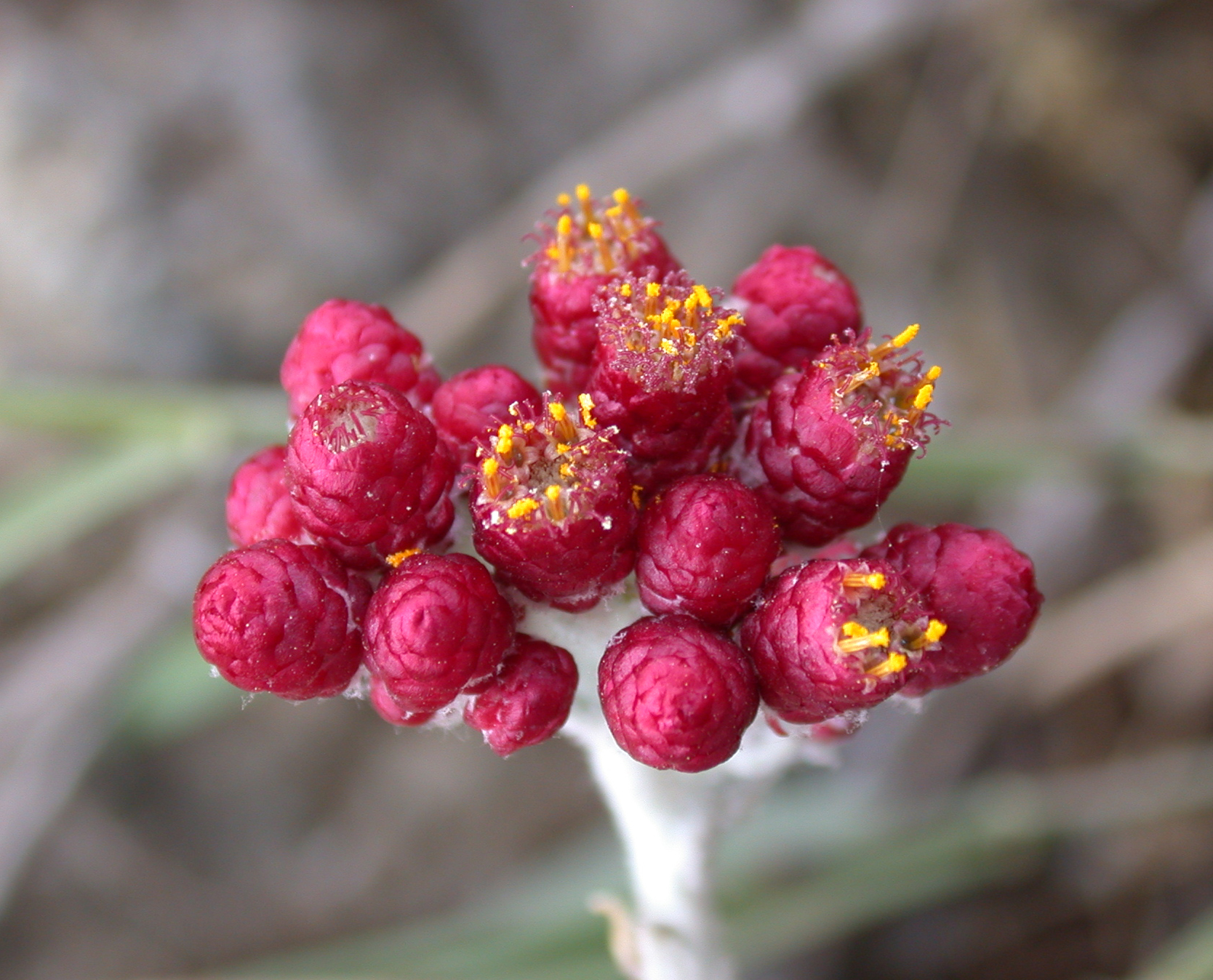
Helichrysum sanguineum sur le Mont Carmel.